# Pète-Bandjoun
Pète-Bandjoun est l'une des trois communes du département du Koung-Khi dans la région de l'Ouest au Cameroun. Capitale historique du Royaume de Bandjoun, elle est siège de chefferie supérieure de 1er degré. 

## Géographie

### Localisation
La localité de Bandjoun est située sur la rive droite de la Mifi-Sud à 17 km au sud du chef-lieu régional Bafoussam, au carrefour de la route nationale 5 (axe Douala-Bafoussam) sur la route nationale 4 (axe Yaoundé-Bafoussam).Délimitée au Nord par les arrondissements de Bafoussam 1er et 3e,   au sud par les communes de Demdeng et Bayangam, à l'Est par l'arrondissement de Foumbot et à l'Ouest par l'arrondissement de Bamendjou.
| Bafoussam III | Bafoussam I   |         |
| Bamendjou     | Pète-Bandjoun | Foumbot |
| Baham         | Bayangam      | Demdeng |

### Relief
La commune s'étend au sud de la ville de Bafoussam à une altitude moyenne de 1440 m. avec des pics tels que : le Mont Mefo Ngotio et le Mont Demné. on y voit, une extension de la plaine du Noun.    

### Hydrographie
sur les bassins versants de la rivière Noun et de la Mifi-Sud, elle est drainée par de nombreux cours d'eau dont les plus importants sont le Nghuen, affluent du Noun et le Nlemb, affluent de la Mifi. La commune est limitée à l'est par la rivière Noun qui la sépare de Foumbot.    

### Climat
Bien que la commune se trouve sur l'unité géographique des hautes terres de l'ouest, son climat connait quelques nuances du fait de son relief diversifié. Elle est donc traversée par un micro climat équatorial de type guinéen et équatorial d'altitude. Les précipitations y sont abondantes et la moyenne est de 2300 à 4500 mm par an. Les hautes altitudes de cette commune reçoivent plus de précipitations que les basses altitudes. La température moyenne annuelle tourne autour de 26°.     

### Sol
Les sols de cette commune sont en majorité ferralitiques et sont de couleur rouge ou rouge brun. Les sols sont pour la plupart argileux issus de la décomposition soit des roches cristallines, comme le granite, le gneiss. Dans son ensemble, la texture du sol est propice à la fabrication des briques de terre, utiles pour les constructions de l'habitat, par contre pauvre pour l'agriculture.    

### Faune et flore
Dans la commune de Pète, se trouve la savane soudanienne et à certains endroits les témoins d'une savane guinéenne et se localise dans la zone de transition avec la forêt humide. Les arbres forment donc une épaisse zone boisée et les formations herbacées, une brande herbeuse. c'est d'ailleurs de cette savane herbeuse que naitra le nom de "Grass Fields"  En ce qui concerne la faune avec est moins dense et se matérialise par la présence des oiseaux et des petits rongeurs (écureuils, rats, perdrix, hérissons etc.). Les grands animaux sont en voie de disparition par la disparition de la forêt.  

## Histoire
Elle est le chef-lieu du département du Koung-Khi. Créée en tant que commune rurale autour de Hiala en 1959, l'ancienne capitale historique du royaume de Bandjoun, elle a été érigée en « commune de Pète-Bandjoun » en 2007.
Pète-Bandjoun est la commune principale de la division administrative désignée comme "Bandjoun", connue comme étant l'une des plus grandes chefferies Bamiléké. Elle abrite de fait la chefferie de Bandjoun.

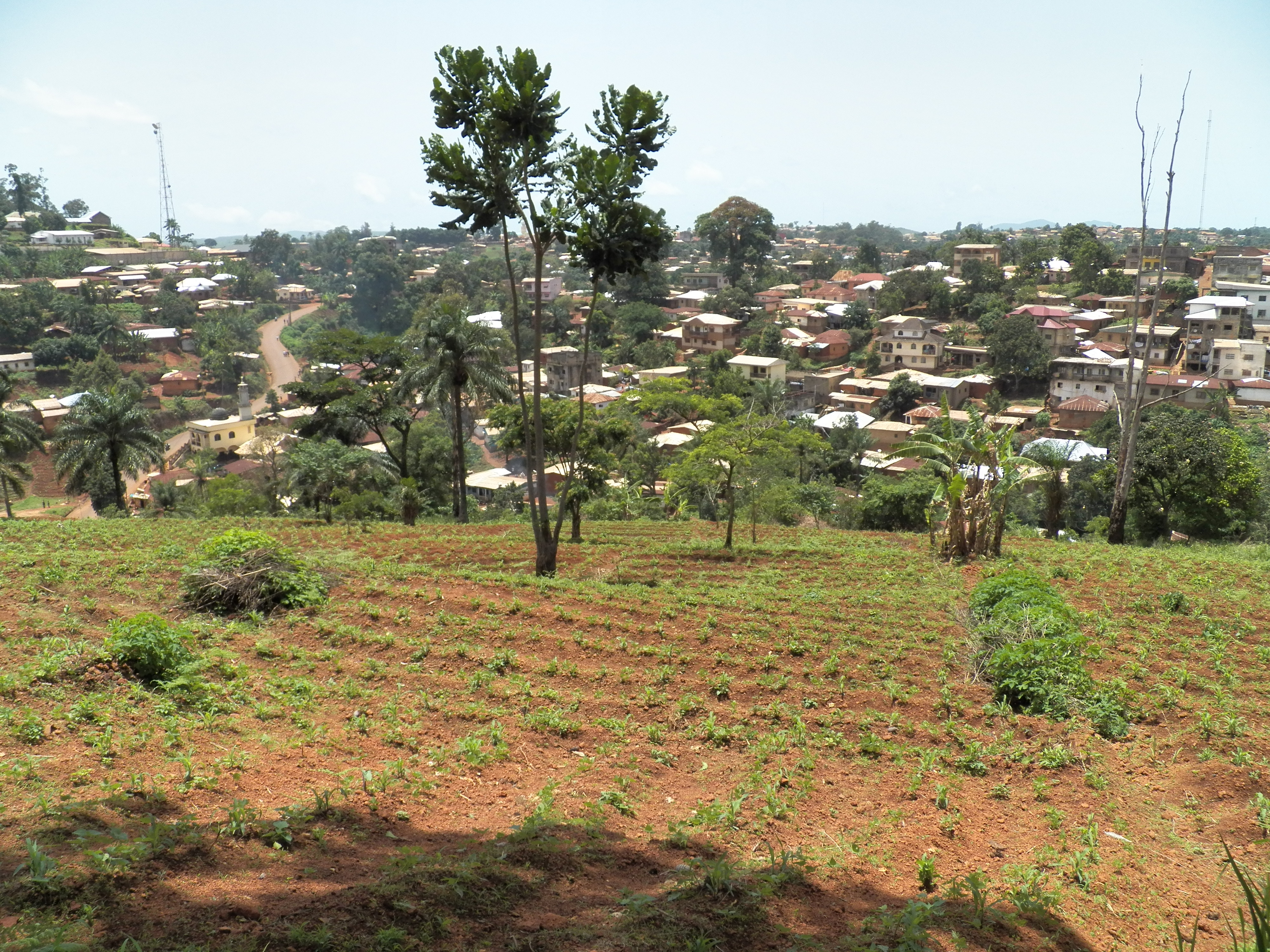
Vue panoramique de Mbô à Bandjoun à l'ouest du Cameroun

Ses habitants parlent le ghomala’ ou bandjoun, une langue bamiléké.

## Population
Le recensement de 2005 relève une population de 40 637 habitants, dont 50,1 % en zone urbaine et 49,9 % en zone rurale,. À partir d'une extrapolation des chiffres du recensement de 2005, la population a été estimée à 47 405 habitants en 2011. Les sources communales avancent le chiffre de 112 000.

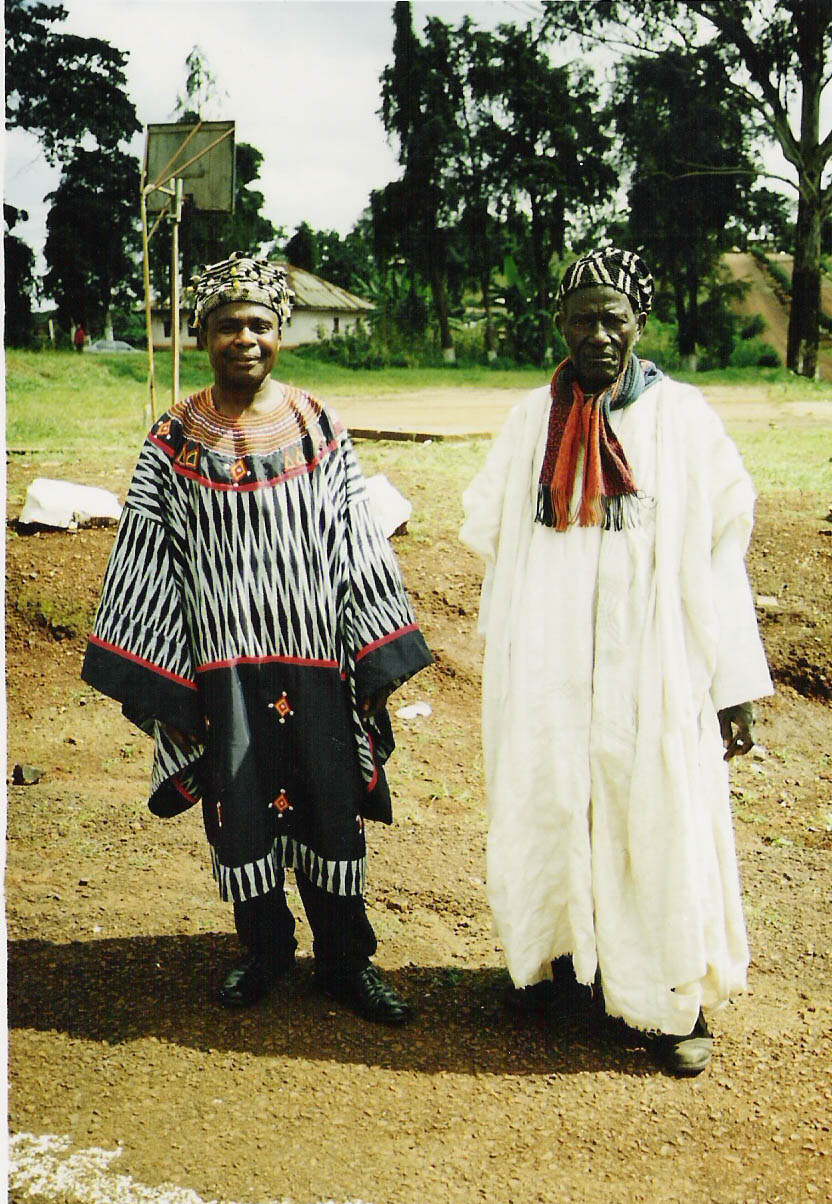
Les hommes de Bandjoun; (Les Bandjoun)

## Chefferies traditionnelles
L'arrondissement compte 39 chefferies de troisième degré et une chefferie supérieure de 1er degré:
- Chefferie de Bandjoun

## Administration

### Liste des maires
Les maires de Bandjoun se succèdent depuis la création de la municipalité.
| Période | Période | Identité                | Étiquette | Qualité           |
| ------- | ------- | ----------------------- | --------- | ----------------- |
| 1985    | 1996    | Joseph Nkwi Ngnié Kamga |           | chef traditionnel |
| 1996    | 2020    | Victor Fotso            | RDPC      | homme d'affaires  |
| 2020    |         | Nicky Love Maptuè Fotso | RDPC      |                   |

### Villages
Outre Bandjoun proprement dit, la commune comprend 38 villages :

#### Bandjoun Ville
- Dja
- Famleng
- Houa
- Kamgo
- Katsela
- Magom
- Mbieng II
- Mbouo I
- Mbouo II
- Mouwè
- Pète
- Soung
- Tseghem
- Yom

#### Bandjoun Rural
- Dengbem
- Djiogué
- Djiomghouo
- Djione
- Djiopa
- Domlo
- Ha’a
- Houpouo
- Kakouo
- Kayo
- Keng
- King-Place
- Lembo
- Lemla
- Mbemtum
- Mbieng I
- Mtieki
- Sekakouo
- Soung
- Tessé
- Totsela
- Touoba
- Tse
- Tsecha
- Tseghem
- Tseleng

## Le royaume Bandjoun
Pète-Bandjoun est la commune principale de la chefferie Bandjoun. 

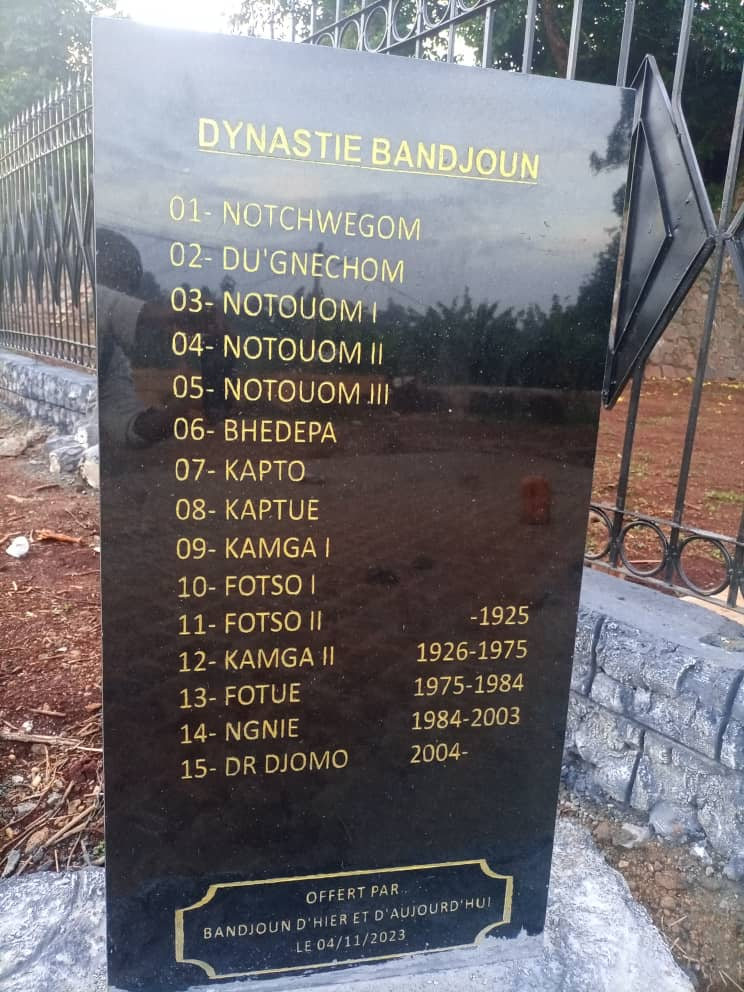
Il s'agit du tableau qui liste la dynastie des rois Bandjoun

| No | Identité           | Période | Période | Durée | Étiquette |
| No | Identité           | Début   | Fin     | Durée | Étiquette |
| -- | ------------------ | ------- | ------- | ----- | --------- |
| 1  | Notchwegom (d)     |         |         |       |           |
| 10 | Fotso I (d)        |         |         |       |           |
| 9  | Kamga I (d)        |         |         |       |           |
| 11 | Fotso II           |         |         |       |           |
| 13 | Fotue (d)          |         |         |       |           |
| 12 | Kamga II (d)       |         |         |       |           |
| 14 | Ngnie (d)          |         |         |       |           |
| 8  | Kaptue (d)         |         |         |       |           |
| 6  | Bhedepa (d)        |         |         |       |           |
| 2  | Du'Gnechom (d)     |         |         |       |           |
| 7  | Kapto (d)          |         |         |       |           |
| 3  | Notouom I (d)      |         |         |       |           |
| 5  | Notouom III (d)    |         |         |       |           |
| 4  | Notouom II (d)     |         |         |       |           |
| 15 | Honoré Djomo Kamga |         |         |       |           |

### Famille royale
La famille du chef est très nombreuse. L'un des grands chefs de Bandjoun, Kamga II, avait plusieurs dizaines de femmes et presque 250 enfants. Depuis sa mort en 1975, sa succession a été assurée tour à tour par ses fils : 
- Fotue Kamga (technicien d'agriculture à qui on doit la construction du musée et du palais moderne) : il est mort tragiquement d'un accident de voiture loin de son royaume, après avoir pris une trentaine de jeunes épouses ;
- Ngnie Kamga (administrateur civil et fin danseur, il est l'initiateur de la semaine annuelle de fierté « msem » des Bandjouns) : il avait environ 60 épouses, dont les veuves de son frère Fotue Kamga ;
- actuellement Honoré Djomo Kamga : il reconstruit le patrimoine détruit par un incendie juste après son accession au trône ; en plus des nouvelles épouses, il a la responsabilité de prendre les jeunes veuves de ses prédécesseurs en héritage).

## Culture
Le festival des arts et de la culture du peuple Bandjoun Msem Todjom se déroule en novembre tous les deux ans, la cérémonie d'ouverture a lieu sur la place des fêtes de la Chefferie, la 8e édition a eu lieu en 2019.
Bandjoun abrite depuis 2008 Bandjoun station, un complexe d'art contemporain fondé par le plasticien Barthélémy Toguo en vue de permettre au public de s'approprier cet art,  et éviter que l'Afrique ne voit partir ce nouveau patrimoine à l'extérieur du continent, à l'image de ce qui s'est passé pour l'art classique. Le complexe comporte une salle de spectacle de 1 000 places, et trois plateaux d'exposition accueillant aussi bien des œuvres d'art contemporain que d'art classique,.

## Infrastructures

### Éducation
L'éducation de base est assurée par 22 écoles maternelles, 50 écoles primaires et 16 établissements d'enseignement secondaires disséminés sur le territoire communal. L'arrondissement de Poumougne compte 9 établissements secondaires publics dont 6 lycées et 3 collèges, 7 sont francophones et deux bilingues.
- CES de Mbo-Yom
- CETIC de Baloum
- CETIC de Tesse Bandjoun
- Lycée bilingue de Famleng
- Lycée bilingue de Yom III
- Lycée de Bandjoun
- Lycée de Ha
- Lycée de Tsela
- Lycée technique de Bandjoun
- Collège Saint Joseph de Bandjoun

L'enseignement supérieur est représenté par l'IUT Victor Fotso établi dans le quartier de Toukouo et l'université évangélique du Cameroun installée à Magom.

### Hôpital
La commune dispose de plusieurs centres de santé dont les principaux sont : l'Hôpital Adlucem de Bandjoun, le dispensaire de Dja Bandjoun. 
Deux panneaux solaires ont été installés dans le dispensaire de Dja Bandjoun par la collaboration entre les associations Lumières d'Afrique (élèves français de l'école d'ingénieur Supélec, campus de Metz) et Lumières pour Tous (élèves camerounais de l'institut universitaire de la cote (IUC) )

### Musée
Le chef possède un grand nombre d'objets d'art ayant appartenu à ses ancêtres :
- calebasses et statues ornées de perles ;
- bijoux et statuettes en ivoire ;
- masques ;
- chapeaux de danse : le plus grand, qui est porté uniquement par le chef lors de la grande fête annuelle, pèse 25 kg : il le porte durant presque toute la danse d'exhibition ou « Tso », soit à peu près deux tours de la place du marche Dzemto. Il est aidé par les serviteurs, qui portent aussi ses queues de cheval, alors que les autres notables sont aidés dans le transport de leurs chapeaux chacun par un fils ;
- tableaux, meubles (dont des trônes) ;

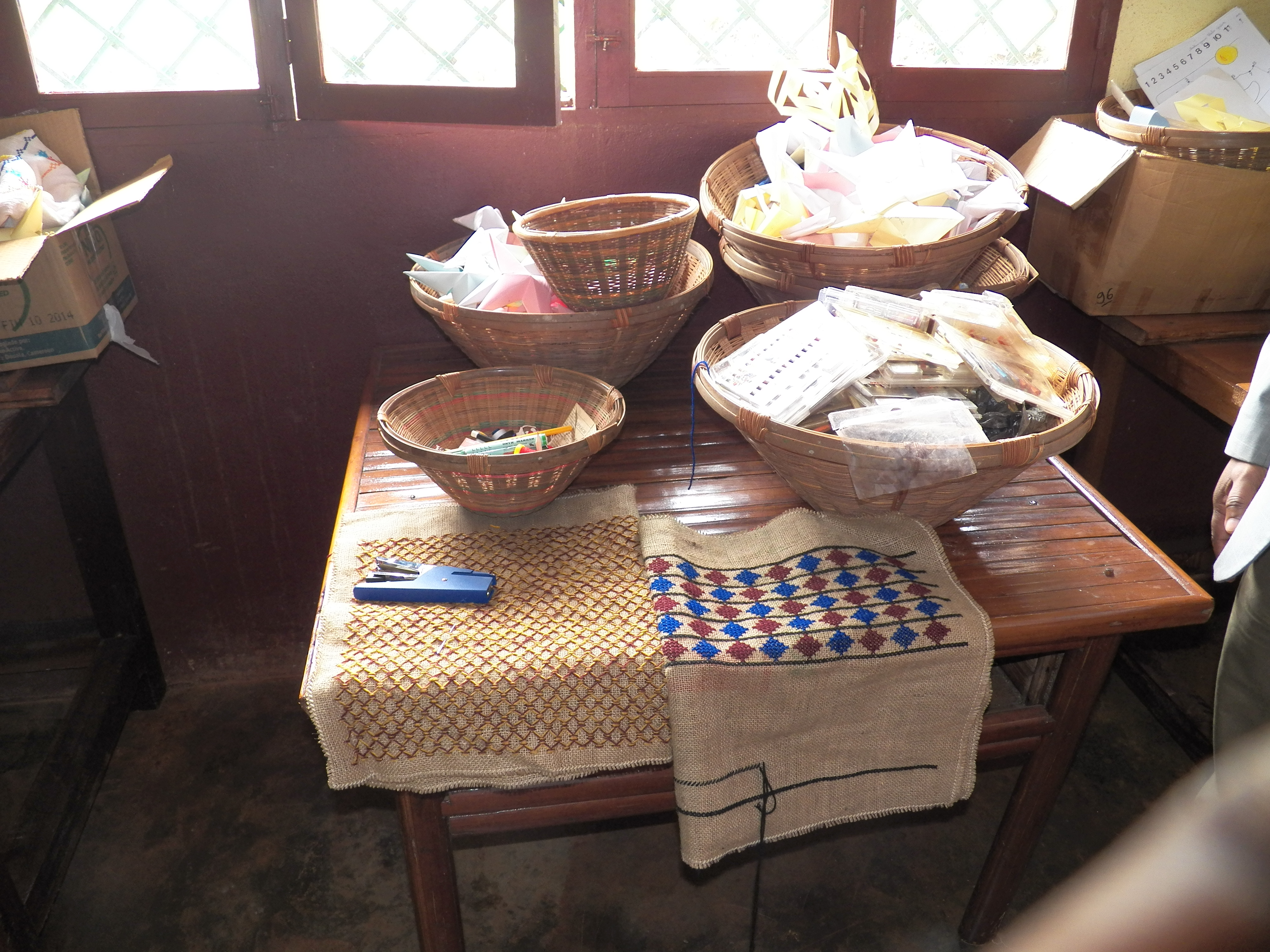
Produits réalisés à l'EP de Mbô à Bandjoun au Cameroun

- trophées de chasse.

## Religion

### Cultes
La paroisse catholique de Sainte Thérèse de l'Enfant Jésus de Bandjoun est fondée en 1928, elle fait partie  depuis 1970 du diocèse de Bafoussam et est érigée en chef-lieu de doyenné en 1989.

## Sports
Le club Feutcheu FC, fondé en 2011, évolue dans le championnat « Elite One » de football depuis la saison 2017. Il prend le nom de Djiko FC de Bandjoun en 2020.

## Personnalités liées à Bandjoun
- Victor Fotso (1926-2020), homme d'affaires
- Kaptue Lazare,  (1939 - 12 avril 2021) scientifique[20],[21],[22], entrepreneur[23]
- Kouinche albert, président fondateur Express Union [24]
- Jean-Samuel Noutchogouin (1933-2019), homme d'affaires
- Patrice Kayo (né en 1942), écrivain
- André Siaka (né en 1949), ingénieur et grand patron
- André-Marie Tala (né en 1950), chanteur
- Emmanuel Chatue (né en 1965), fondateur du groupe TV+ (Canal 2 International, Sweet Fm, TV+)
- Viviane Madeleine Ondoua Biwolé (née en 1971), universitaire et entrepreneuse
- Bienvenue Fotso (née en 1989), peintre, photographe et vidéaste
- Kareyce Fotso (née en 1979), artiste musicienne
- Michel Tagne Foko (né en 1985), écrivain et éditeur
- Antonio Ghomsi (né en 1986), footballeur
- Flavien Kouatcha (né en 1989), entrepreneur
- Moustik Karismatik, humoriste
- Dr BK, Naturopathe Camerounais et Africain[25]